# Альт-Санкт-Йохан
Альт-Санкт-Йохан (нем. Alt St. Johann) — деревня и бывшая коммуна в Швейцарии, в кантоне Санкт-Галлен.
До 2009 года имела статус отдельной коммуны. 1 января 2010 была объединена с коммуной Вильдхаус в новую коммуну Вильдхаус-Альт-Санкт-Йохан.
Входит в состав округа Тоггенбург. Население составляет 1427 человек (на 31 декабря 2006 года). Официальный код — 3351.